# Боярский свадебный пир
«Боя́рский свадебный пир» (англ. A Boyar Wedding Feast), или «Русский свадебный пир» (англ. The Russian Wedding Feast), «Русский свадебный пир XVII века» (англ. A Russian Wedding Feast of the Seventeenth Century), «Свадебный пир у боя́р в XVII веке» (англ. The Wedding Fête of the Boyars in the Sixteenth Century) — картина русского художника Константина Маковского, написанная им в 1883 году. Находится в коллекции музея «Хиллвуд» в Вашингтоне, США.

## Контекст
Я не зарыл своего Богом данного таланта в землю, но и не использовал его в той мере, в какой мог бы. Я слишком любил жизнь, и это мешало мне всецело отдаться искусству.

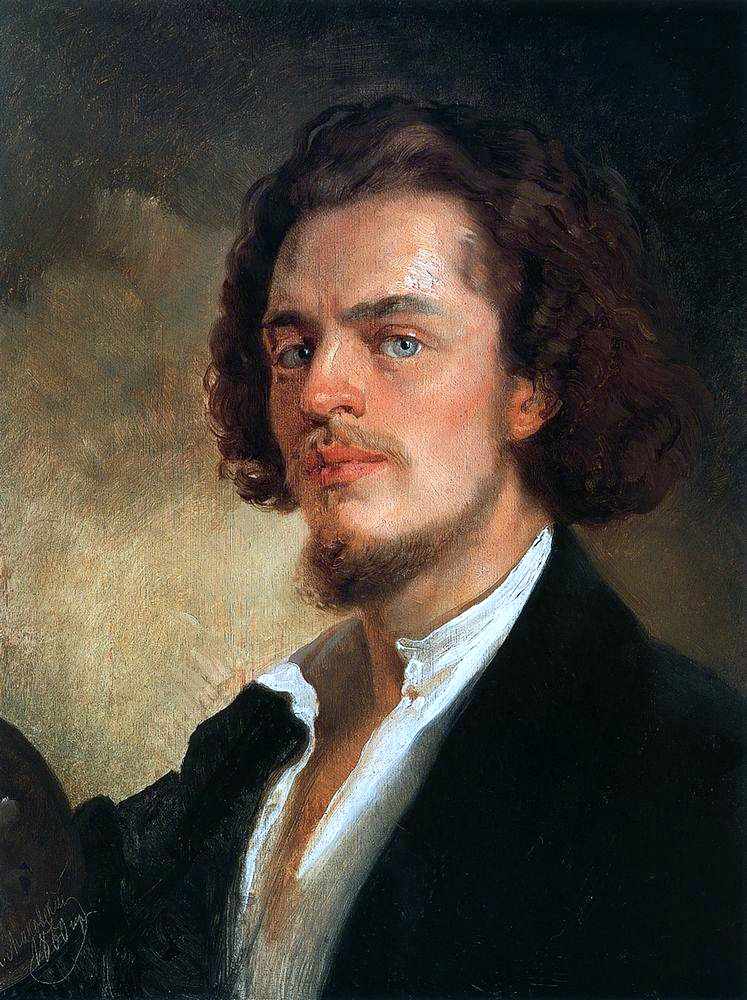
Автопортрет, 1856 год

Константин Маковский (1839—1915) был известнейшим российским живописцем, следовавшим в своём творчестве принципам реализма и выступавшим против академических ограничений, бытовавших в мире искусства того времени. Он родился в семье художника-любителя и его жены-композитора, в связи с чем рано проявил интерес к живописи и музыке, столь щедро поощряемый родителями. Поступив в возрасте 12 лет в Московское училище живописи, ваяния и зодчества, Константин стал одним из лучших его учеников, получившим все возможные награды и попавшим под влияние учителя Михаила Скотти, который будучи ещё студентом Карла Брюллова перешёл от неоклассицизма к романтизму. Окончив училище, Маковский отправился во Францию, где хотел найти себя в качестве композитора, однако совершив турне по Европе в целях знакомства с традиционной народной и классической музыкой, он в конечном счёте выбрал живопись. В 1858 году Маковский поступил в Императорскую Академию художеств в Санкт-Петербурге, во время учёбы в которой он создал такие работы, как «Исцеление слепых Христом после изгнания торгующих из храма» (1860 год) и «Агенты Лжедмитрия убивают сына Бориса Годунова» (1862 год). В 1863 году Маковский вместе с 13 другими студентами выступил с протестом против политики написания картин исключительно на темы из скандинавской мифологии, после чего они вышли из состава академии без официальных дипломов. Затем Маковский вступил в «Артель художников», основанную Иваном Крамским, членами которой стали художники-реалисты, выступавшие за коллективный творческий процесс и реалистичное изображение повседневной жизни старой России. Заметными работами Маковского того периода являются картины «Вдова» (1865 год) и «Селёдочница» (1867 год). В 1870 году артель была преобразована в «Товарищество передвижных художественных выставок», работы членов которой стали выставляться по всей Европе. В середине 1870-х годов, после путешествий по Северной Африке и Сербии, в творчестве Маковского произошёл сдвиг в сторону большего упора на цвет и форму, проявившийся в написании им нескольких портретов и исторических полотен. В 1889 году он получил первый приз на Всемирной выставке в Париже за картины «Смерть Ивана Грозного», «Суд Париса» и «Демон и Тамара». К концу века Маковский был одним из самых уважаемых и хорошо оплачиваемых российских художников, расценивавшимся некоторыми критиками как предтеча русского импрессионизма. Он погиб на вершине славы в 1915 году, когда его экипаж врезался в трамвай на улице Санкт-Петербурга.

## Создание
…Оглядываясь на прошлое, есть чем вспомнить молодость… У меня в мастерской собиралось всё, что только было в Петербурге выдающегося и блестящего. Лучшие красавицы наперебой позировали мне… Я зарабатывал громадные деньги, жил с царственной роскошью и успел написать несметное количество картин, декоративных панно, портретов, этюдов и акварелей.
Для работы над полотном «Боярский свадебный пир» Маковский использовал метод «живой картины», при котором он по заранее сделанным наброскам воссоздавал антураж исторического события при участии представителей аристократических кругов и помощи своей личной коллекции, в которой находилось много исторических костюмов и предметов быта как из народного, так и боярского обихода.
Как отмечал Сергей Маковский, «отец собирал отечественную старину по преимуществу: сарафаны, душегрейки, шушуны, кокошники и кички, разубранные жемчужным плетением… ювелирные изделия с алмазами и стекляшками на разноцветной фольге, серьги, пуговицы, опахала… чарки, братины, солонки, блюда, подносы, хрусталь, фарфор, майолику, бронзу, подсвечники, канделябры, бра и шкатулки, ларцы и кружева, вышивки, бархат, атлас, парчу аршинами и кусочками… Обрывками старинных материй были набиты тяжелые комоды…».

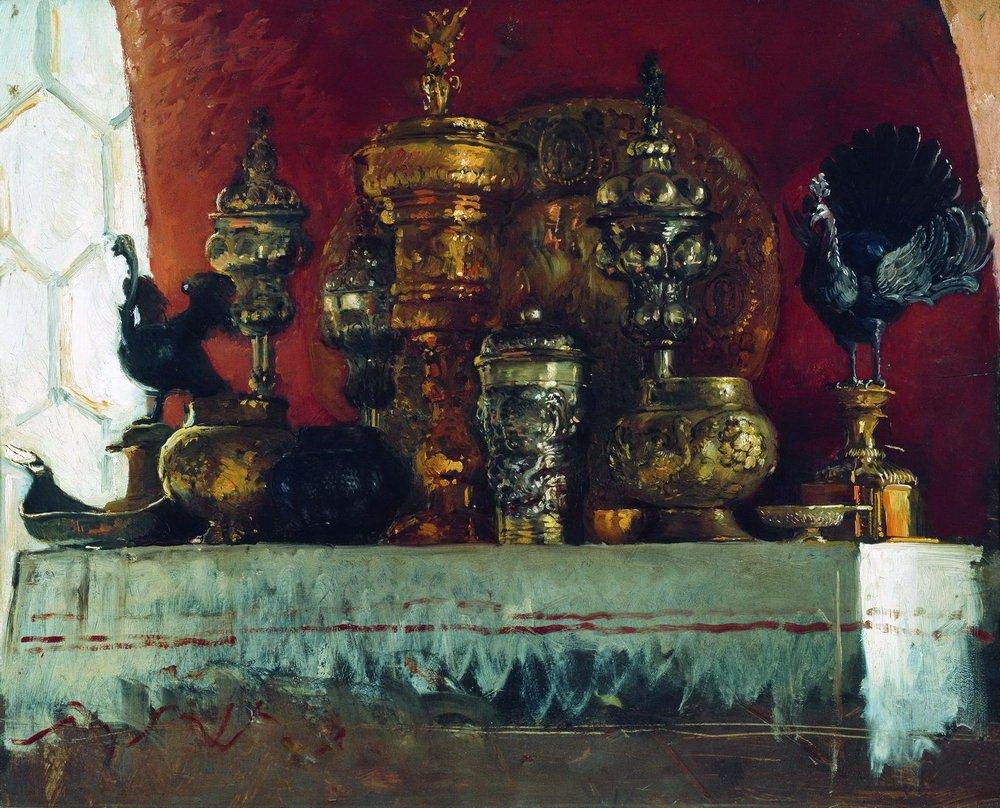
«Кубки» (эскиз), 1883 год.
Государственный музей искусств Казахстана имени А. Кастеева

До начала работы над картиной Маковский тщательно изучал предметы, иногда обращаясь к другим коллекционерам в поисках нужных ему образцов, став в некоторой степени предшественником художников из объединения «Мира искусства», считавших, что в обобщении и стилизации русской истории просто необходимо творчество художника, несущее в себе достоверное изображение примет старины. В. И. Немирович-Данченко отмечал, что «в клубе художников мы виделись часто. К. Е. Маковский пользовался сценой клуба для задуманных картин. Так называемые „живые“ здесь собирали лучшую публику столицы… Я помню, сколько раз Константин Егорович приходил с наброском и располагал участников этого немого спектакля; указывал, как должны были изображать то или другое задуманные им персонажи. Он наблюдал сочетание красок, соответствие лиц с декорациями». Елена Маковская, дочь художника, вспоминала, что «прилегало к мастерской ещё помещение, отделенное занавесом, вроде… сцены, ниже потолком… В мастерской с прилегающей „сценой“ родители устраивали временами музыкальные вечера, ставились роскошные „живые картины“ из боярского быта… Тогда весь коридор из квартиры и лестница „черного хода“ обвешивались гобеленами и освещались. Приглашенные (до 150-ти человек) на эти прославившиеся вечера подымались в мастерскую-театр. Тогда-то извлекались все боярские наряды, музейные вещи, кокошники в жемчугах… Представители старых родов, потомки тех же бояр, ловко и красиво облачались в парчовые и бархатные одежды… Изображались, группировались картины отца — „Свадебный пир“, „Выбор невесты“. Отец так любил боярский быт, что было ему дорого ещё и живым создать его. В этом не только понятный восторженный каприз, но и предугадывание увлекательной полезности для своего искусства». Во время этих творческих вечеров с разыгрыванием настоящих театральных спектаклей, Маковский и зарисовывал приглашённых актёров, костюмированные сцены, поставленные дома, используя в дальнейшем имеющиеся наработки для создания живописных полотен. Работа над картиной была закончена в 1883 году, после чего она стала одной из самых известных работ Маковского, относимых к жанру исторической живописи, изображающей один из этапов русского свадебного обряда. В том же году постановка живой картины «Боярский свадебный пир» состоялась в доме княгини А. Н. Нарышкиной для Александра III, в 1888 году — около Троице-Сергиевой лавры, а в 1899 году — на сцене МХТ.

## История
После окончания работы Маковский отказался выставить свою картину на очередной выставке передвижников, в результате чего с ним перестали общаться члены общества, в том числе и Крамской. Несмотря на это картина всё же выставлялась в Санкт-Петербурге, а затем в Москве и Париже, а в 1885 году получила золотую медаль на Универсальной выставке в Антверпене. После этого Павел Третьяков захотел купить «Боярский свадебный пир», но Маковский затребовал за него 20 тысяч рублей, что оказалось коллекционеру не по карману. В августе того же года картина была приобретена американским ювелиром Чарльзом Уильямом Шуманом за 15 тысяч долларов США (10 тысяч фунтов стерлингов, 60 тысяч рублей) — за цену, большую чем предложенная российским императором Александром III. Прибытие работы в США, где она была встречена с большим энтузиазмом, совпало с расцветом популярности Маковского в эпоху «позолоченного века», ввиду чего в 1886 году Шуман лично заказал у него картину «Выбор невесты царём Алексеем Михайловичем», в которой художник свёл обобщённую сцену свадьбы к конкретному историческому событию (находится в коллекции Музея де Арте де Понсе в Пуэрто-Рико). В 1890 году эти две картины выставлялись в Детройте и Сан-Франциско, а 1893 году — на Всемирной выставке в Чикаго, вместе с третьим полотном Маковского на тему свадьбы — «Перед венцом» (также «Наряд русской невесты»; находится в коллекции Музея изобразительных искусств Сан-Франциско). В 1901 году по приглашению Шумана Маковский приехал в США, где ему для своего первого президентского портрета согласился позировать Теодор Рузвельт.

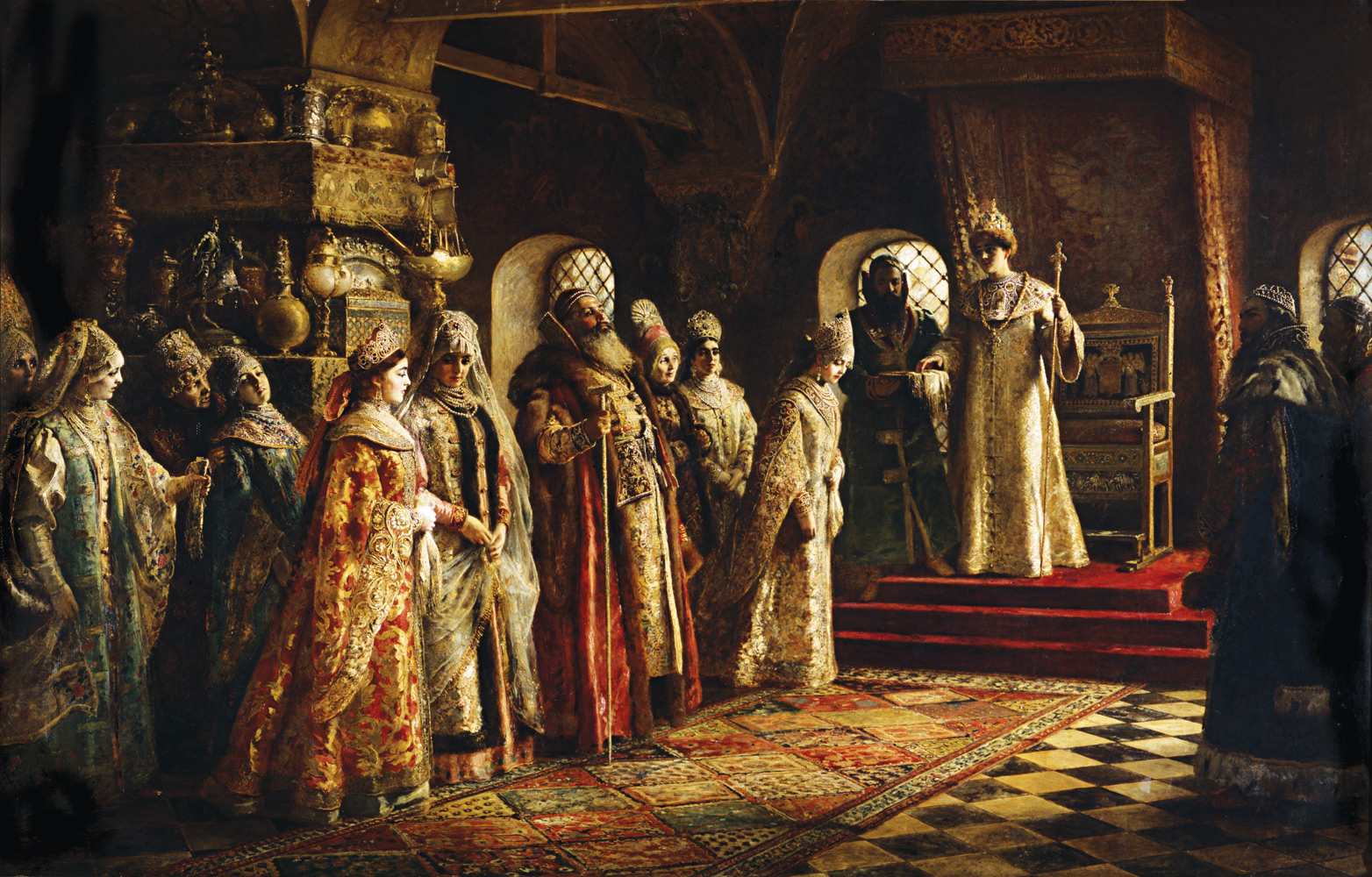
«Выбор невесты царём Алексеем Михайловичем», 1886 год
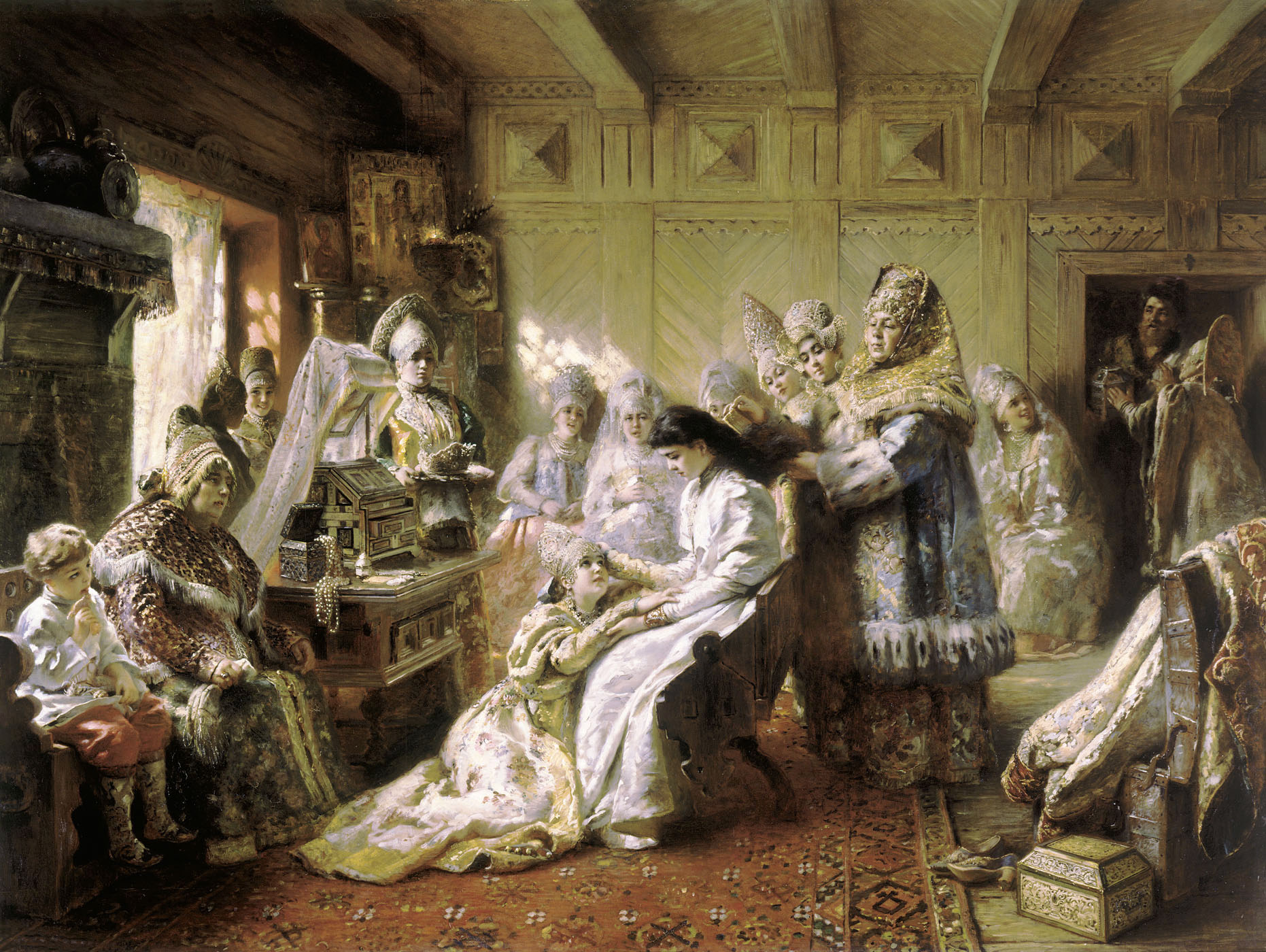
«Перед венцом», 1884 год

До 1912 года «Боярский свадебный пир» находился в витрине магазина Шумана на Бродвее в Нью-Йорке в рамках кампании по сбору денег на благотворительность, а репродукция картины размещалась на подарочных коробках с шоколадом. В рамках аукциона по распродаже имущества Шумана, прошедшем 23 января 1936 года, картина была продана за 2500 долларов в частную коллекцию. В 1939 году картина выставлялась на Всемирной выставке в Нью-Йорке. В 1946 году работа была приобретена Робертом Рипли, эксцентричным создателем радиошоу «Ripley's Believe It or Not!», ещё мальчиком купившим открытку с репродукцией этой картины. Во время распродажи его имущества 26 августа 1949 года картина была продана за 2200 долларов. 18 декабря 1968 года картина снова была продана, попав в коллекцию Марджори Мерривезер Пост. После её смерти в 1973 году, по завещанию Пост картина была преподнесена в дар музею «Хиллвуд», который она же сама и создала на основе личной коллекции русского искусства.

## Композиция
На картине запечатлен момент произнесения тоста в честь жениха и невесты во время пира на свадьбе — одном из самых важных социальных событий в старой России, являвшимся демонстрацией объединения двух боярских родов, имевших большое влияние на политику Москвы в период XVI—XVII веков. Свадьба проходит в гостевой комнате со сводчатым потолком, напоминающей палаты дворцов московского Кремля. В центре располагается стол, вокруг которого сгруппированы фигуры мужчин и женщин. Молодая пара стоит во главе стола (с правой стороны холста), где жених представляет гостям свою невесту, впервые увидев её ничем не покрытое лицо. Вся комната заставлена заморской посудой, золотыми и серебряными кубками и кружками разнообразных форм, вынимавшихся к празднику из сундуков. На переднем плане в левом нижнем углу холста находится резной ларец из слоновой кости, на котором стоит эмалированная серебряная чаша.

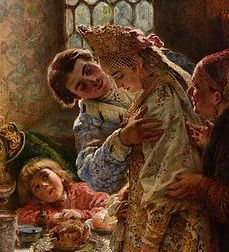
Жених и невеста, сбоку — сваха

В резко освещенной обстановке, гости, изображённые в роскошных одеждах, причудливо украшенных золотым шитьём, в том числе женщины в жемчужных кокошниках, являвшихся основным русским женским головным убором, сидят за столом, богато уставленном различными яствами и напитками. В центре полотна находится фигура полного мужчины в шубе, подбитой красным бархатом, высоко поднимающего в руке серебряный кубок. Примечательно, что на картине изображён момент, когда слуга вносит в комнату на большом серебряном подносе жареного лебедя — символ плодородия, являющийся последним подаваемым на стол блюдом перед проводами молодожёнов в спальню.
События, изображённые на картине, происходят в ориентировочно в XVI или XVII веке. Перед окончанием пира по распространённой в то время традиции гости начинали произносить тост и кричать «горько», намекая на горькость вина и побуждая молодожёнов поцеловаться, чтобы сделать напиток более сладким. Однако, невеста выглядит робкой и застенчивой, стоя перед женихом с грустным лицом и не желая по-видимому дарить ему свой поцелуй. В такой ситуации стоящая по левую руку от невесты пожилая сваха или мать мягко подталкивает свою дочь к жениху, уговаривая её поцеловать будущего мужа. В то же время, сидящая в центре полотна девушка смотрит на молодожёнов с завистью, а в левом верхнем углу в печальной задумчивости стоит няня, возможно, не понаслышке знающая, как тяжела участь невесты.

## Особенности
Размеры картины, написанной маслом на холсте, составляют 236,22 на 391,16 сантиметров без рамы (254,64 на 408,94 см. — с рамой). В англоязычной искусствоведческой литературе картина фигурирует под названиями «Русский свадебный пир» (англ. The Russian Wedding Feast), «Русский свадебный пир XVII века» (англ. A Russian Wedding Feast of the Seventeenth Century), «Свадебный пир у бояр в XVII веке» (англ. The Wedding Fête of the Boyars in the Sixteenth Century), при том что встречаются также разные варианты написания фамилии самого Маковского — Makovsky, Makovski, Makowski, Makowsky, Makoffsky.